# Környezeti informatika
A környezeti informatika környezettudományi és ökológiai problémák informatikai eszközökkel való megoldásával foglalkozó alkalmazott interdiszciplináris tudomány. Műveléséhez környezettudományi, ökológiai, biomatematikai és informatikai-számítástechnikai ismeretek szükségesek. A környezeti informatikát tágabb értelemben úgy is jellemezhetjük, mint a környezeti információs rendszerek felépítésével, fejlesztésével és működtetésével kapcsolatos kutató és fejlesztőtevékenységek, valamint szakmai szolgáltatások összességét. Környezeti információs rendszernek azokat az adat- és ismeretkezelő számítástechnikai eszközöket és módszereket tekintjük, amelyek a környezeti adatfelvételezés, adatvagyon-kezelés, adatértékelés és adatelemzés (együttesen környezeti monitoring), valamint az ismeretszintézis, ismerettárolás és kezelés továbbá a környezeti modellezés együttes megvalósítását biztosítják egy lehetőleg felhasználóbarát informatikai rendszerben. A környezeti információs rendszerek a felhasználók köre és céljuk szerint az alábbi főbb típusokba sorolhatók:
- általános tájékozódást-tájékoztatást vagy oktatást-ismeretterjesztést szolgáló rendszerek. (General Information Systems)
- szakértői-szaktanácsadói információs rendszerek (Expert Systems).
- döntéstámogató rendszerek (Decision Support Systems)
- tudományos kutatást szolgáló információs rendszerek (Scientific Research Support Systems)

A környezeti információs rendszerek általában valamilyen pontosan meghatározott cél és felhasználói kör érdekében, azok specifikus igényeinek figyelembevételével készülnek. Ilyen esetben pontosan meg kell határozni azt az ökológiai rendszert és környezeti állapotjelző-csoportot, amelyre vonatkozóan a rendszer adatokat, ismereteket, modelleket és elemzési segédeszközöket tartalmazzon.
A környezeti információs rendszerek gyakran alkalmazott komponensei:
- térinformatikai és távérzékelési eszközök (GPS-GIS-Remote Sensing Systems)
- földrajzi, meteorológiai, biológiai (…) adatbázisok
- hipertext formátumú szöveges ismeretbázisok, digitális fotó, hang stb. gyűjtemények
- szimulációs ökológiai és környezeti modellek
- statisztikai és többváltozós adatelemzési szoftverek